# Kazarma 25 km
Kazarma 25 km (en rus: Казарма 25-й км) és un poble del krai de Primórie, a l'Extrem Orient de Rússia, que en el cens del 2010 tenia 36 habitants.